# Roisan
Roisan – miejscowość i gmina we Włoszech, w regionie Dolina Aosty.
Według danych na styczeń 2009 gminę zamieszkiwało 866 osób przy gęstości zaludnienia 69,9 os./1 km².